# Tadao Kobayashi
Tadao Kobayashi (小林 忠生, Kobayashi Tadao, Kanagawa, 7 juli 1930) is een Japans voormalig voetballer die als aanvaller speelde.

## Clubcarrière
Kobayashi speelde voor Keio BRB. Kobayashi veroverde er in 1954 en 1956 de Beker van de keizer.

## Japans voetbalelftal
Tadao Kobayashi debuteerde in 1956 in het Japans nationaal elftal en speelde 3 interlands.

## Statistieken
| Japans voetbalelftal | Japans voetbalelftal | Japans voetbalelftal |
| Jaar                 | Wed.                 | Dlp.                 |
| -------------------- | -------------------- | -------------------- |
| 1956                 | 3                    | 0                    |
| Totaal               | 3                    | 0                    |